# Maria Angelica Rodríguez de Benyacar
Maria Angelica Rodríguez de Benyacar (8 desembre 1928) és una mineralogista i cristal·lògrafa argentina.
Coneguda com Mary Benyacar i afectuosament també la cristalógrafa madre, la «mare dels cristal·lògrafs», va ser cap de la Divisió de Cristal·lografia de la Comissió Nacional de l'Energia Atòmica de Buenos Aires, amb una gran contribució a l'estudi mineralògic.
Juntament amb els investigadors M.E. J. de Abeledo, V. Angelelli i C.E. Gordillo, va codescriure l'any 1968 una nova espècie mineral: la sanjuanita. També va patentar un procediment per formar una pel·lícula amb propietats semblants a les dels diamants sobre un substrat sòlid i poder-los extreure.
L'any 1993 la geòloga argentina Hebe Dina Gay, juntament amb els investigadors Demartin, Gramaccioli i Pilati, va descobrir una nova espècie mineral que va anomenar en honor seu: la benyacarita.